# Arquitetura barroca eduardiana

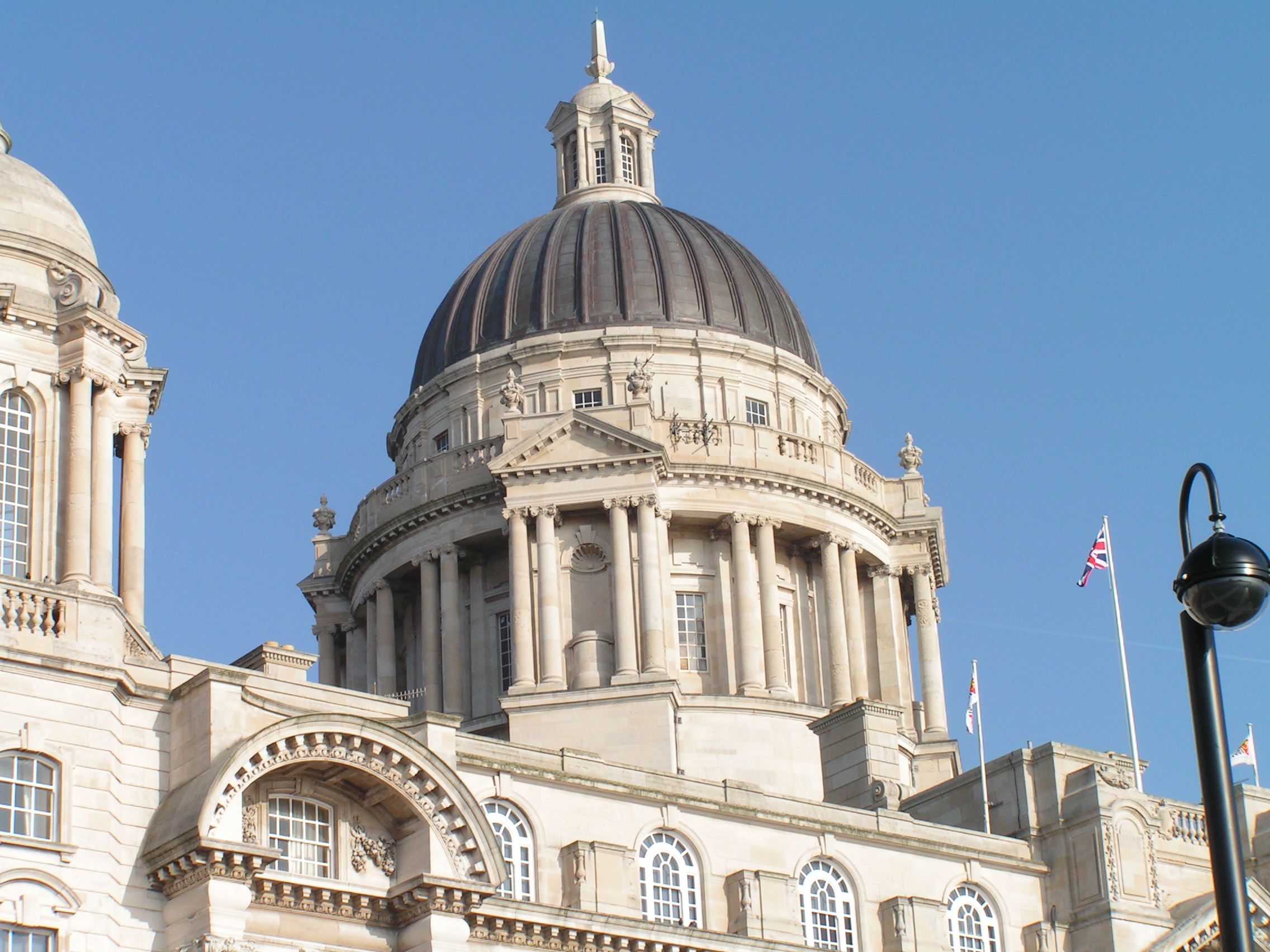
Port of Liverpool Building (constr. 1907).

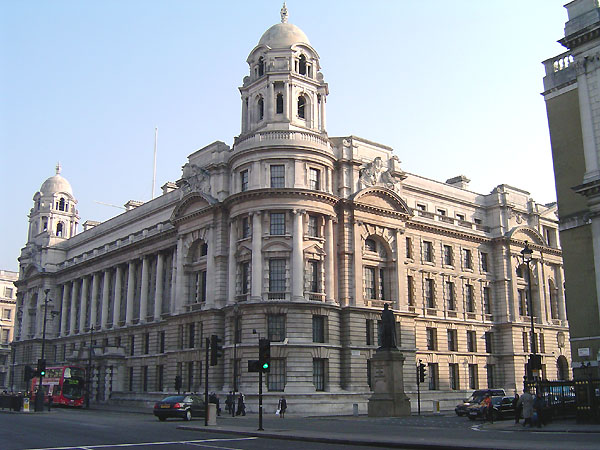
O War Office em Whitehall, Londres (constr. 1906).

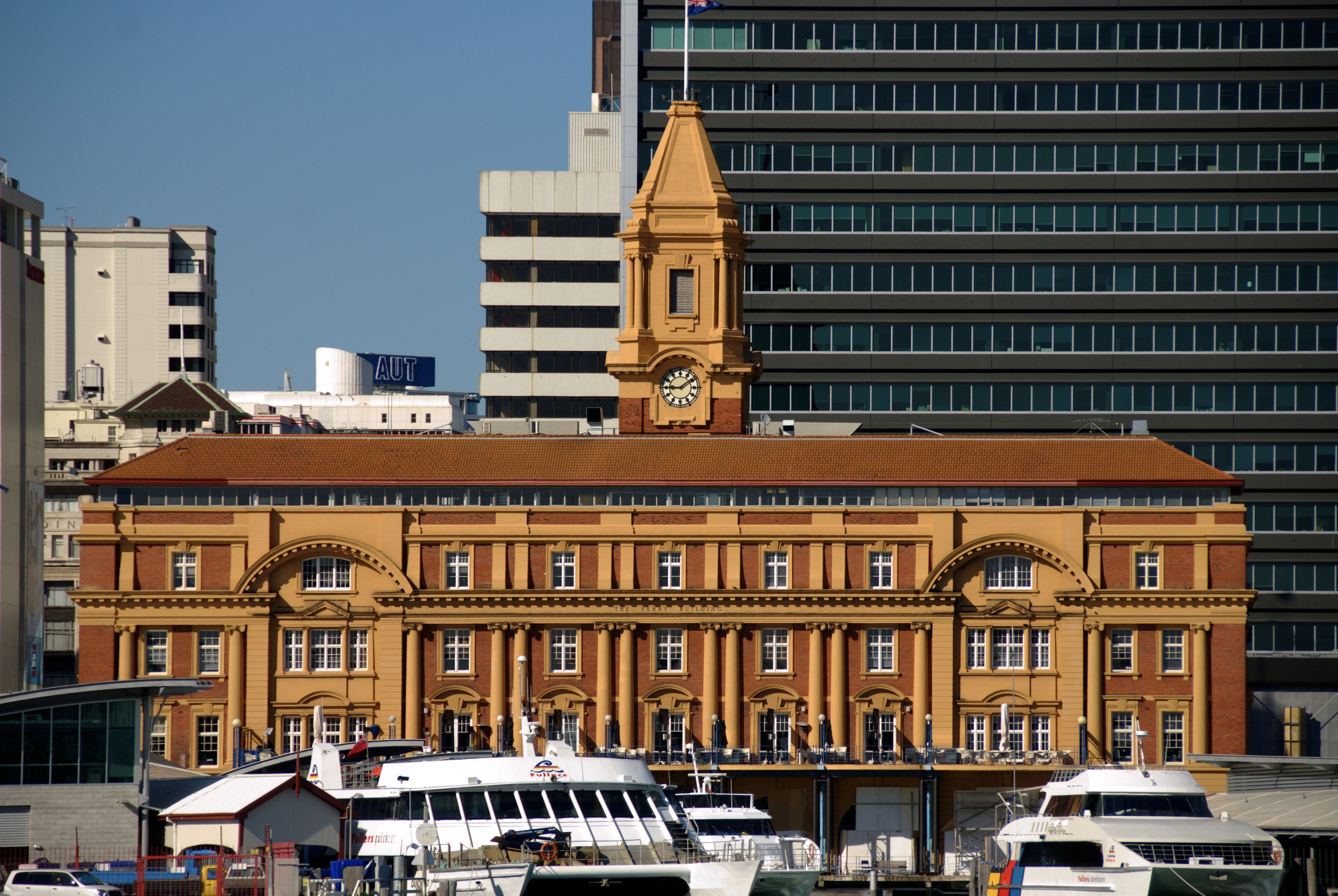
O Auckland Ferry Terminal em Auckland, Nova Zelândia (de 1912).

O barroco eduardiano é uma variante local do estilo arquitetónico neobarroco que foi usada em muitos edifícios públicos construídos no Império Britânico durante a época eduardiana (1901-1910).

## Descrição
Os traços característicos do estilo barroco eduardiano foram baseados em duas fontes principais: a arquitectura francesa do século XVIII e a de sir Christopher Wren na Inglaterra durante o século XVI, parte do barroco inglês. Sir Edwin Lutyens foi um exponente importante, desenhando muitos edifícios comerciais no que ele chamou «the Grand Style» [o Grande Estilo] durante as décadas de 1910 e 1920. Este período da história arquitetónica britânica é considerado particularmente retrospetivo, já que é contemporâneo com o Art Nouveau.
Os pormenores típicos da arquitetura barroca eduardiana são a extensa rusticidade, em geral mais extrema a nível do solo, muitas vezes correndo dentro e exagerando as aduelas de aberturas arqueadas (derivadas de modelos franceses); pavilhões cupulados de esquina em terraços e um elemento central mais alto, como uma torre, que cria uma silhueta animada do terraço; elementos barrocos italianos revividos, como pedras de chave exageradas, frontões segmentados arqueados, colunas com blocos enganchados, unido à rustificação semelhante a blocoes dos arredores da janela; colunatas de colunas (por vezes em pares) de ordem jónica e torres cupuladas modeladas seguindo de perto as usadas por Wren no Royal Naval College em Greenwich. Alguns edifícios barrocos eduardianos incluem pormenores de outras fontes, como os gabletes holandeses de Norman Shaw do hotel Piccadilly em Londres.

## Notáveis edificios barrocos eduardianos
Reino Unido
- em Londres:

- 1899: Estação de Marylebone
- 1906: War Office

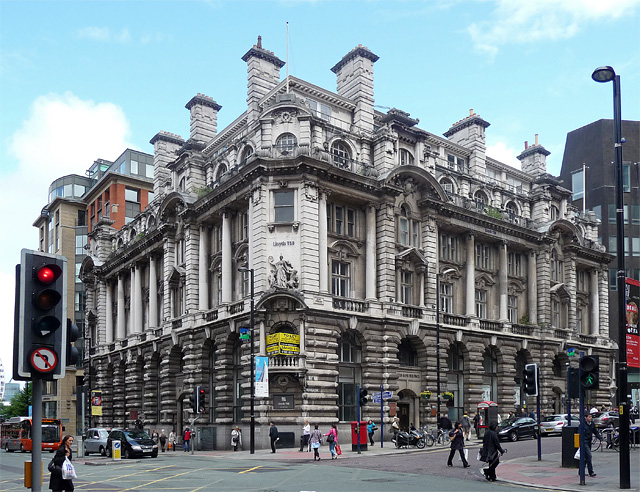
53 King Street, construído pelo Lloyds Bank em 1915

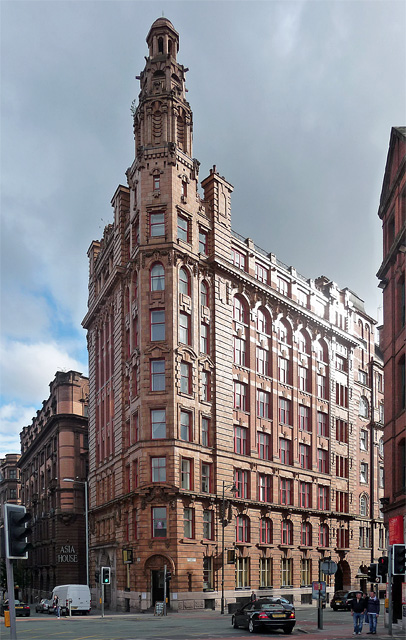
Lancaster House, Manchester, construído em 1910

- 1907: Central Criminal Court (Old Bailey)
- 1910: Electric Cinema
- 1912: Westminster Central Hall
- 1912: Arco do Almirantado
- 1918: Australia House
- 1922: County Hall
- 1922: Sede central do Midland Bank, de Edwin Lutyens

- em Manchester:

- 1906: London Road Fire and Police Station
- 1906: India House
- 1909: Asia House
- 1909: Hanover Building
- 1909: Manchester Victoria station
- 1910: Albert Hall
- 1910: Lancaster House
- 1912: Bridgewater House
- 1912: St. James Buildings
- 1915: Lloyds Bank em King Street, de Charles Heathcote

em outros lugares del país:
- 1904: Laing Art Gallery, Newcastle upon Tyne
- 1904: Nottingham railway station, Nottingham
- 1904: 163 North Street, Brighton 
- 1906: Belfast City Hall, Belfast
- 1906: Cardiff City Hall, Cardiff
- 1906-1911: Mitchell Library, Glasgow, William B Whitie
- 1908: Stockport Town Hall, Stockport
- 1909: Ashton Memorial, Lancaster
- 1910: South Shields Town Hall, South Shields
- 1910: Albert Hall, Nottingham
- 1912: Hove Library, Hove (1907–08)
- 1913: Ralli Hall, Hove 

Austrália
- Lands Administration Building, Brisbane
- Queen Victoria Hospital, Melbourne (pavilhão principal, hoje Queen Victoria Women's Centre)
- Commonwealth Offices, Treasury Place, Melbourne
- EStação Ferroviária Central de Sydney
- Department of Education building, Sydney (1912)[4]
- General Post Office, Hobart

Canada
- Post Office (ahora parte de Sinclair Centre), Vancouver

Sri Lanka
- Royal College, Colombo

Hong Kong
- Ohel Leah Synagogue

Índia
- Chowringhee Mansions, Calcutá
- Rashtrapati Bhavan, Nova Deli

Malásia
- 1903: City Hall, George Town, Penang
- 1903: Second floor extension to Town Hall, George Town, Penang
- 1907: Antiguas Oficinas del Gobierno (ahora edificio del State Islamic Council), George Town, Penang
- 1907: Federated Malay States railway station/Malayan Railways building (Wisma Kastam), George Town, Penang
- 1912: Antiguo Secretariado de Estado  (State Library), Seremban, Negeri Sembilan
- 1916: Ipoh Town Hall y antigua General Post Office, Ipoh, Perak
- 1917-1935: Railway station en Ipoh, Perak
- 1922: George Town Dispensary, George Town, Penang

Nova Zelândia
- Auckland Town Hall, Auckland
- General Post Office (antiguo), Auckland
- Auckland Ferry Terminal
- Old Public Trust Building, Wellington (1909)

Singapura
- Victoria Memorial Hall (1905)
- Central Fire Station (1908)
- Saint Joseph's Institution (1900s, 1910s ampliações)